# Język sycylijski a język włoski
Język sycylijski obejmuje wiele zróżnicowanych dialektów. Wykazuje jednak na tyle duże podobieństwo do standardowego języka włoskiego, że możliwe jest tłumaczenie automatyczne z jednego języka na drugi.

## Słownictwo
Duża część sycylijskiego słownictwa opiera się na podobnym słownictwie włoskim i choć liczba różnic między nimi jest na tyle duża, by móc uznawać je za dwa różne języki, to w życiu codziennym nie powodują one żadnych nieporozumień.
| Język włoski | Język sycylijski |
| anche        | macari           |
| dove         | unni             |
| lavoro       | travagghiu       |
| molti        | tanti            |

## Gramatyka

### Rodzajniki
Włoskie rodzajniki nieokreślone un, uno mają w sycylijskim postać nu. Włoski rodzajnik una przybiera w sycylijskim postać na. W języku sycylijskim rodzajnik nieokreślony przed samogłoską skraca się do n'.
Włoskie rodzajniki określone il, lo mają swój sycylijski odpowiednik lu. Rodzajnik la ma identyczną postać w obu językach. We włoskim występują różne rodzajniki liczby mnogiej: i, gli dla rzeczowników rodzaju męskiego, le dla żeńskiego. W sycylijskim jest tylko jeden rodzajnik li. W obu językach rodzajnik określony liczby pojedynczej przed samogłoską skraca się do l'. Większość dialektów sycylijskiego skraca w ten sposób również rodzajniki liczby mnogiej.
W obu językach występują rodzajniki cząstkowe, tworzone za pomocą przyimka di.

### Odmiana rzeczowników
W obu językach przypadki tworzy się za pomocą przyimków:
Przyimki da i di.  W języku sycylijskim, włoskim przyimkom da i di odpowiada di. Włoskim formom dell' (rodzajnik określony między di a samogłoską) odpowiada sycylijska di l'. Formy sycylijskie di lu, di la (odpowiedniki włoskich del, della) są często skracane do dû, dâ. Forma liczby mnogiej di li (odpowiednik włoskich dei, degli, delle) – do dî.
Przyimek a (po polsku „do”). W języku sycylijskim a nie przybiera formy ad przed samogłoską. Włoskim formom all' (rodzajnik określony między a a samogłoską) odpowiada sycylijska a l'. Formy sycylijskie a lu, a la (odpowiedniki włoskich al/allo, alla) są często skracane do ô, â. Forma liczby mnogiej a li (odpowiednik włoskich ai, agli, alle) – do ê.
Przyimek in (po polsku „w”). W języku sycylijskim, włoskiemu in odpowiada 'n lub nta. Włoskim formom nell' (rodzajnik określony między in a samogłoską) odpowiada sycylijska nta l'. Formy sycylijskie nta lu, nta la (odpowiedniki włoskich nel/nello, nella) są często skracane do ntô, ntâ. Forma liczby mnogiej nta li (odpowiednik włoskich nei, negli, nelle) – do ntê.
Przyimek per (po polsku „dla”). Włoskiemu per odpowiada sycylijskie pi, a przed samogłoską – p'.
Przyimek con (po polsku „z”). Włoskiemu con odpowiada sycylijskie cu, rzadziej cun.
Przyimek su (po polsku „na”). Włoskiemu su odpowiada sycylijskie supra, które nie łączy się z przyimkiem. Np. włoskie sul/sullo, sulla mają w sycylijskim formy supra lu, supra la itd.
Przyimek tra (po polsku „między”). Włoskiemu tra odpowiada sycylijskie ntra.

### Spójniki
W języku sycylijskim e nie przybiera formy ed przed samogłoską.

### Przymiotniki
Operatorowi włoskiemu più, służącemu do tworzenia stopnia wyższego, odpowiada sycylijski cchiù.

### Czasowniki
Czasowniki sycylijskie zaczynające się na di-, ri- poprzedza się ad- lub ar-. Np. wł. divenne – syc. addivenni.

#### Odmiana czasowników posiłkowych (niektóre formy)
| włoski     | sycylijski        | forma gramatyczna                                            |
| essere     | èssiri            | bezokolicznik                                                |
| è          | è                 | tryb oznajmujący, czas teraźniejszy, 3. osoba, l. pojedyncza |
| sono       | sunnu             | tryb oznajmujący, czas teraźniejszy, 3. osoba, l. mnoga      |
| è stato    | havi statu        | czas przeszły dokonany złożony, 3. osoba, l. pojedyncza      |
| sono state | hannu stati       | czas przeszły dokonany złożony, 3. osoba, l. mnoga           |
| era        | era               | czas przeszły niedokonany, 3. osoba, l. pojedyncza           |
| erano      | èranu             | czas przeszły niedokonany, 3. osoba, l. mnoga                |
| sarebbe    | vinissi a; avissi | tryb warunkowy, czas teraźniejszy, 3. osoba, l. pojedyncza   |

| włoski  | sycylijski | forma gramatyczna                          |
| avere   | aviri      | bezokolicznik                              |
| ha      | havi       | czas teraźniejszy, 3. osoba, l. pojedyncza |
| abbiamo | avemu      | czas teraźniejszy, 1. osoba, l. mnoga      |
| hanno   | hannu      | czas teraźniejszy, 3. osoba, l. mnoga      |

#### Tworzenie niektórych form czasowników
Ogólnie, sycylijskie czasowniki odmieniają się w sposób bardziej regularny niż ich włoskie odpowiedniki, np. wł. tradotto – syc. traduciutu.
W przypadku, gdy dopełnienie jest w formie zaimka osobowego połączonego z czasownikiem, dopisuje się go w sycylijskim na końcu odpowiedniej formy czasownika, zaznaczając odpowiednio akcent, np. wł. dargli – syc. dàricci. Analogicznie z zaimkiem zwrotnym si.
Grupom eva, ava oraz iva w czasie przeszłym niedokonanym, odpowiada sycylijskie ìa, np. wł. potevano – syc. putìanu, wł. proponeva – syc. propunìa.
Końcówce -ò w 3. osobie l. pojedynczej czasu przeszłego dokonanego prostego (I koniugacja) odpowiada w sycylijskim końcówka -au: wł. approvò – syc. approvau.
Końcówce -iamo w 1. osobie l. mnogiej czasu teraźniejszego odpowiada w sycylijskim końcówka -amu (I koniugacja): wł. osserviamo – syc. ussirviamu, lub -emu (II, III koniugacja): wł. definiamo – syc. addifinemu.
W języku sycylijskim, czas przeszły dokonany złożony z reguły tworzy się za pomocą odpowiedniej formy czasownika posiłkowego „mieć” (aviri) niż „być”.

### Zaimki

#### Zaimki osobowe
Włoskim zaimkom 3. osoby l. pojedynczej rodzaju męskiego egli, lui, esso („on”)
odpowiada sycylijskie iddu (l.mn. iddi).

#### Zaimki dzierżawcze
Włoskim zaimkom dzierżawczym 3. osoby (suo, sua, suoi, sue, loro) odpowiada jeden sycylijski zaimek sò.

#### Zaimki wskazujące
Włoskim zaimkom przymiotnikowym questo („ten”), questa („ta”) itp. odpowiadają stu, sta, a przed wyrazem zaczynającym się samogłoską – st'
Włoskim zaimkom rzeczownym questo, ciò („to”) odpowiada chistu.
Włoskiemu zaimkowi osobowemu gli odpowiada sycylijskie ci.

#### Zaimki względne
Włoskiemu zaimkowi względnemu che odpowiada sycylijski chi, skracany przed samogłoską. Temu samemu zaimkowi w znaczeniu „że” odpowiada ca.

### Przysłówki
Najczęściej spotykane przysłówki (porównanie):
| Język włoski | Język sycylijski |
| dove         | unni             |
| molto/tanto  | tantu            |
| poi          | appoi            |
| quando       | quannu           |

W języku sycylijskim, analogicznie jak we włoskim, tworzy się też przysłówki za pomocą końcówki -menti (vide „Przyrostki”).

## Różnice w ortografii
Różnice w ortografii wynikają z różnic w wymowie.

### Zaznaczanie akcentów
W słowie sycylijskim akcent z reguły pada na tę samą sylabę co w odpowiednim słowie włoskim. W sycylijskim, jeśli akcent nie pada na przedostatnią sylabę (np. w wyrazach pochodzenia greckiego zakończonych na -icu, -ica itp.), oznacza się samogłoskę akcentowaną, np. wł. tecnica – syc. tècnica, wł. via – syc. vìa.

### Różnice w literach i grupach liter
- Nieakcentowane o we włoskim staje się nieakcentowanym u w sycylijskim. Akcentowane o we włoskim nie ulega zmianie w sycylijskim. Są wyjątki od tej zasady, jednakże dają się zauważyć pewne prawidłowości:
  - Włoskiemu nieakcentowanemu o na końcu wyrazów odpowiada sycylijskie u.
  - Włoskiemu akcentowanemu o przed r, po którym następuje samogłoska, odpowiada u, np. wł. onore – syc. onuri, wł. allora – syc. allura.
  - Sycylijskie u często odpowiada włoskiemu o w wyrazach jednosylabowych, np. wł. non – syc.nun.
- Także nieakcentowane e we włoskim staje się nieakcentowanym i w sycylijskim. Akcentowane e we włoskim nie ulega zmianie w sycylijskim. Są wyjątki od tej zasady, jednakże dają się zauważyć pewne prawidłowości:
  - Włoskiemu nieakcentowanemu e na końcu wyrazów odpowiada sycylijskie i.
  - W przymiotnikach od narodowości, końcówce -ese odpowiada -isi albo -isa, zależnie od rodzaju.
- Dwugłoska włoska uo staje się w sycylijskim o, np. wł. nuova – syc. nova, wł. uomini – syc. òmini. Nie dotyczy to przypadku, gdy u występuje przed końcówką -ono w 3. osobie liczby mnogiej czasu teraźniejszego: wł. seguono – syc. sequinu.
- Dwugłoska włoska ea staje się w sycylijskim ia, np. wł. reale – syc. riali. Podobnie rzecz się ma z innymi dwugłoskami zawierającymi e oraz samogłoskę: wł. teoria – syc. tiurìa.
- Dwugłoska włoska ns staje się w sycylijskim nz, np. wł. considerato – syc. cunzidiratu, wł. senso – syc. senzu.
- Dwugłoska włoska nd staje się w sycylijskim nn, np. wł. quando – syc. quannu.
- Dwugłoska włoska mb staje się w sycylijskim mm, np. wł. bambino – syc. bamminu.
- W sycylijskim często jest pomijane początkowe łacińskie i, np. wł. importante – syc. mpurtanti.
- Włoskiej zbitce gu po e, przed samogłoską odpowiada sycylijskie qu, np. wł. prosegue – syc. prusequi.
- Włoskiej zbitce ng przed e lub i odpowiada sycylijskie nc.
- Włoskiemu ese- na początku odpowiada sycylijskie ase-, np. wł. esempio – syc. asempiu.
- Włoskiemu l po spółgłoskach b, p, r lub przed spółgłoskami c, m, p, t odpowiada w języku sycylijskim r np. wł. parlare – syc. parrari, wł. attualmente – syc. attuarmenti, wł. semplice – syc. sìmprici, wł. alcuni – syc. arcuni. Wyjątki: wł. altro – syc. àutru (włoskiemu l odpowiada tu u), wł. Irlanda – syc. Irlanna.
- Włoskiemu gli (ale nie rodzajnikowi) odpowiada sycylijskie gghi, np. wł. famiglia – syc. famigghia.

### Podwajanie spółgłosek
- Włoskie g po samogłosce, przed i lub e zostaje w sycylijskim podwojone, np. wł. ragione – syc. raggiuni.
- Włoskie z po samogłosce, przed i lub e zostaje w sycylijskim podwojone, np. wł. polizia – syc. pulizzìa.
- Włoskie b po samogłosce, przed i, e lub r zostaje w sycylijskim podwojone, np. wł. liberale – syc. libbirali. Nie dotyczy to zbitki mbr: wł. membro – syc. mèmmiru.

### Przedrostki
| Język włoski | Język sycylijski                                |
| auto-        | auto-                                           |
| con-         | cun- (przed spółgłoską) can- (przed samogłoską) |
| de-          | di-                                             |
| in-          | n-                                              |
| inter-       | ntir-                                           |
| pro-         | pru- (pro-, gdy akcent pada na tę sylabę)       |

### Przyrostki
| Język włoski                                    | Język sycylijski                                                 |
| -bile                                           | -bbili (zaznaczony akcent na tej samej samogłosce co we włoskim) |
| -logia                                          | -luggìa                                                          |
| -mente                                          | -menti                                                           |
| -ore (wykonawca czynności, l.poj.) -ori (l.mn.) | -ori -ura                                                        |
| -tà                                             | -tati                                                            |
| -zionale                                        | -zziunali -ziunali (po spółgłosce)                               |
| -zione                                          | -zzioni -zioni (po spółgłosce)                                   |